# Polyonyx senegalensis
Polyonyx senegalensis is een tienpotigensoort uit de familie van de Porcellanidae. De wetenschappelijke naam van de soort is voor het eerst geldig gepubliceerd in 1956 door Chace.